# Саблич, Горан
Го́ран Са́блич (хорв. Goran Sablić; род. 4 августа 1979, Синь, СФРЮ) — хорватский футболист, защитник. Играл за сборную Хорватии Ныне — тренер.

## Карьера игрока
В 2002-2010 годах играл за киевское «Динамо». В начале апреля 2010 года по обоюдному согласию разорвал контракт с «Динамо» и получил статус свободного агента.

## Карьера тренера
В 2017 году под его руководством команда «Широки Бриег» выиграла Кубок Боснии и Герцеговины.
В июне 2018 года возглавил молдавский клуб «Шериф», который покинул в 2019 году.
С 2021 года — главный тренер боснийского клуба «Сараево».

## Достижения
- Чемпион Украины (4): 2003, 2004, 2007, 2009
- Обладатель Кубка Украины (4): 2003, 2005, 2006, 2007